# Thierry Berrod
Pour les articles homonymes, voir Berrod.
Thierry Berrod, né le 15 février 1964 à Lyon, est un auteur, réalisateur et photographe français,,,,,.

## Biographie
Après des études éclectiques (techniques, marketing, et audiovisuel), et une implication bénévole dans un cinéma Lyonnais l'Athanor spécialisé dans le fantastique[réf. nécessaire], il fonde sa société Mona Lisa production pour pouvoir produire ses propres documentaires.
Il crée et réalise tout d'abord la collection TV Les Envahisseurs invisibles,,(Squatters en Anglais). Pour cette collection, il dépose un brevet afin de montrer à l'écran des insectes et des acariens vivants et en mouvements grossis plusieurs milliers de fois au microscopes électronique. Cette collection, co-produite par France 2, France 5..., a obtenu un bon accueil dans plus de 65 pays et remporté notamment le Prix de l'innovation au festival Wildscreen 2000 à Bristol[réf. incomplète].
Il crée et réalise deux autres séries, réalisées en partie au microscope électronique : l'une sur les Extrêmophiles : Vivre en enfer,,, avec Arte et l'autre sur la vie secrète des plantes : Nature Invisible,, pour France 5.
En 2007, il réitère l'utilisation de technologies, mais cette fois couplant l'IRM et le scanner pour la collection Humanimal,,pour France 2 et Arte.
Il réalise un opus de 4 épisodes de 90 min pour France 2 sur la sexualité avec pour conseiller scientifique René Zayan. Le 1er opus Du Baiser au bébé, a obtenu plus de[évasif] 20 récompenses internationales parmi lesquelles la médaille d'argent au festival du film de New York de 2006.
Toujours avec René Zayan, il réalise Coupez le son ! Le Charisme politique,,, qui remporte notamment le prix au festival international du scoop et du journalisme. Il est aussi l'auteur, et réalisateur de La Fabuleuse histoire des excréments,, Les Superpouvoirs de l'urine,,.
Planète glace,,,,, Planète sable diffusées sur les plus grandes chaînes de télévision : France Télévisions, Canal Plus, Arte, National Geographic, Discovery Channel, TVES, RTBF, TSR, Radio Canada, Télé-Québec, TV5, CCTV, NHK, TV Asahi...[réf. nécessaire]
En 2010 sa société Mona Lisa production rejoint le groupe Zodiak Média pour assurer son développement international, puis le quitte en 2015 pour reprendre ainsi sa liberté[réf. nécessaire]. 
Il est invité d'honneur en 2015 au Festival du film scientifique de La Réunion[réf. nécessaire].
Des ouvrages sont déclinés de ses collections TV : Les Envahisseurs invisibles (dont Martin Monestier est co-auteur), Du baiser au bébé, Mini Monstres...

## Œuvres

### Documentaires TV
- 2017 : Cimetières Post-Industriels - 4 × 52 min : Auteur - Réalisateur ; Diffusion : Arte GEIE / CCTV / Ushuaia TV / TV5
- 2016 : Planète Sable- 5 × 52 min : Auteur - Réalisateur; Diffusion : Arte France / Ushuaia TV / TV5
- 2016 : Empreintes vues du ciel [40]- 4 × 52 min - Auteur ; Diffusion : RMC découverte
- 2015 : Homo ou Hétéro, est-ce un choix ?[41],[42]- 75 min - 4 opus. Auteur - Réalisateur ; Diffusion : France 2 / RTBF
- 2014 : Collection Planète Glace - 4 × 43 min / 4 × 52 min : Alpes, Des Glaciers sous haute surveillance, Ep, Réalisation : Thierry Berrod.. Auteur de la collection / Auteur - Réalisateur ; Diffusion : Arte / Ushuaia TV / TV5 Québec-Canada / TV5 Monde / Servus TV / RTS / Globosat
- 2014 : Les Superpouvoirs de l'urine - 52 min : Auteur - Réalisateur; Diffusion : Arte / RTBF / Globosat / ORF / Télé-Québec
- 2012 : Polygames... mais fidèles, Du Baiser au Baiser[43]- 90 min - 2 × 43 min - opus 2. Auteur - Réalisateur ; Diffusion : France 2 / RTBF / RTS
- 2008 : Du Bébé au Baiser[44]- 90 min / 2 × 43 min opus 2 : Auteur - Réalisateur ; Diffusion : France 2 / Arte / TSR / RTBF
- 2004 : Du Baiser au Bébé, l'aventure intérieure - 90 min / 52 min / 2 × 52 min - opus 1 : Auteur - Réalisateur - Co-production : France 2 - ICAM Itd (Japon), Discovery Health, The Science Channel, Discovery Asia, NDR, TVE, avec la participation de TSR, VRT & RTBF, center TV, Téléquebec, SBS - Diffusion: France 2 / Arte / TV5 Monde / TVE / Télé-Québec, RTBF / TSR / NDR / Discovery Science / SBS

### Web documentaire
2016 : L’Art scandale - 10 × 6 min - Arte

### Livres
- Thierry Berrod, Les Envahisseurs invisibles, Mengès, 2010 (ISBN 9782809900682, présentation en ligne)
- Thierry Berrod et Alexandrine Civard-Racinais, Du Baiser au bébé, France Télévisions, 2010 (ISBN 9782951878464)
- Patrick Landmann, Thierry Berrod et Yves Paccalet, Mini Monstres, Democratic Books et Arte, 2010 (ISBN 9782360000012)

## Récompenses et distinctions
- 2004 : Du Baiser au Bébé, l’aventure intérieure :
  - Prix Spécial / Mention du Jury – 1er Festival International du Film Scientifique Pariscience – Paris, France – 2005 (Vers. 52 min)
  - Grand Prix – 43e International Festival Techfilm – Prague, République tchèque – 2005 (Vers. 90 min)
  - Médaille d'Argent – New York Festivals Film & Video Awards 2006 – New York, USA – 2006 (Vers. 90 min)
  - 1er Prix Spécial Jeunes – 7e Festival International du film de santé Imagéanté – Liège, Belgique – 2006 (Vers. 90 min)
  - Prix du Film scientifique – XIIe Biennale du Film scientifique – Saragosse, Espagne – 2006 (Vers. 90 min)
  - Grand Prix – 6e Festival International du Film scientifique Sciences Réunion – La Réunion, France – 2006 (Vers. 90 min)
  - Prix du Public – 1er Festival International du Film scientifique – Athènes, Grèce – 2006 (Vers. 90 min)
  - 3e Prix catégorie Reportage Médical…, 11e Telefilmed – Amiens, France – 2006 (Vers. 90 min)
  - Premier Prix Vulgarisation scientifique, Deputation de Badajoz – Videomed, 2006 – Badajoz, Espagne – 2006 (Vers. 90 min)
  - Trophée Spécial Mif-Sciences, Catégorie DVD Sélection – Festival Sancti Petri – Cadiz, Espagne – 2005 (Édition DVD)
- 2008 : Du Bébé au Baiser :
  - 2e Prix – Roshd International Film Festival – Roshd, Iran – 2010
  - Prix de la Découverte – Festival du Film scientifique d'Asie du Sud-Est – Bangkok, Thaïlande – 2010
- 2012 : Collection : Nature Invisible :
  - Prix de la Catégorie Inspiration (ex-aequo Plantes conquérantes) – Ekofilm – Ostrava, République tchèque – 2012
  - Prix Spécial – Wlodzimierz Puchalski International Nature Film Festival – Lodz, Pologne – 2013
  - Prix Plant Ecology – Japan Wildlife Film Festival – Toyama, Japon – 2013
  - Prix Educational Award – Japan Wildlife Film Festival – Toyama, Japon – 2013
- 2014 : Les Superpouvoirs de l'urine :
  - Trophée d'Or – 14e Festival du Film Scientifique de la Réunion – La Réunion, France – 2014
  - Prix Spécial du Jury – Wildlife Vaasa International Nature Film Festival – Vaasa, Finlande – 2014
  - Prix du Doyen de la Faculté d'Ingénierie – Life Sciences Film Festival – Prague, République tchèque – 2014